# Oszustwo żywnościowe
Oszustwo żywnościowe – bezprawne oszustwo umotywowane chęcią zwiększenia zysku ekonomicznego z użyciem produktów żywnościowych. Największy wkład w teorię oszustw żywnościowych ma prof. John Spink z Michigan State University (współautor powyższej definicji powstałej w 2016).
Oszustwo żywnościowe może obejmować następujące działania: fałszowanie żywności (ang. adulteration, podmiana składników, rozcieńczanie, wprowadzanie domieszek, ukrywanie składu), manipulacja (ang. tampering, zmiana kodów, dat przydatności, ponowne napełnianie pojemników do tego nie przeznaczonych), kradzież (ang. theft, podczas załadunku, w sklepie, itp.), szara strefa (ang. diversion), nieautoryzowana produkcja (ang. unauthorized production), podrabianie (ang. counterfeiting, w tym naruszanie własności intelektualnej). W polskim prawie żywnościowym akcent położony jest na zmianę składu albo innych właściwości produktów, jak również na nieprawidłowości w zakresie oznaczania żywności.